# 279. Infanterie-Division (Wehrmacht)
La 279. Infanterie-Division fu una divisione dell'esercito tedesco attiva durante la seconda guerra mondiale che venne creata nel maggio 1940, ma lo schieramento fu subito annullato a luglio.

## Storia
La divisione fu istituita il 22 maggio 1940, tuttavia lo schieramento fu annullato il 22 luglio 1940, dopo la fine della campagna di Francia ed il Secondo armistizio di Compiègne.

## Ordine di battaglia
- Infanterie-Regiment 550
- Infanterie-Regiment 551
- Infanterie-Regiment 552
- Artillerie-Regiment 279
- Pionier-Kompanie 279
- Panzerjäger-Kompanie 279
- Nachrichten-Kompanie 279[1]

## Comandanti
- Generalleutnant Herbert Stimmel (10 giugno 1940 - 22 luglio 1940)[1]